# (2747) Český Krumlov
Pour les articles homonymes, voir Krumlov.
(2747) Český Krumlov est un astéroïde de la ceinture principale découvert par Antonín Mrkos le 10 février 1980.
Český Krumlov est une petite ville historique de la République tchèque (Bohême) classée au patrimoine mondial de l'Unesco.

## Compléments